# Piezas líricas (Edvard Grieg)

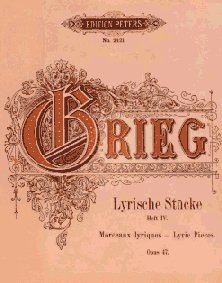
Página de título del cuarto volumen de las Piezas Líricas

Piezas líricas (en noruego: Lyriske stykker) es una colección de 66 piezas cortas para piano solo compuestas por Edvard Grieg. Fueron publicadas en 10 volúmenes, desde 1867 (Op. 12) hasta 1901 (Op. 71). La colección incluye varias de sus piezas más conocidas, tales como el Aniversario de boda en Troldhaugen (Bryllupsdag på Troldhaugen), A la primavera (Til våren), Marcha de los Trolls (Trolltog), y La mariposa (Sommerfugl).
El tema de la primera pieza del conjunto, Arietta, fue una de las melodías favoritas del compositor. Lo utilizó para completar el ciclo en su última pieza lírica, Recuerdos (Efterklang) — esta vez como un vals humorístico.
En 2002, el pianista noruego Leif Ove Andsnes grabó un CD con 24 de las piezas en piano de cola Steinway de 1892 del propio Grieg en Troldhaugen, la residencia del compositor. Entre otros pianistas notables que hicieron grabaciones de la colección se encuentran Isabel Mourão (la pianista brasileña también fue la primero en grabar la integral de las Piezas Líricas), Walter Gieseking, Sviatoslav Richter, Emil Gilels, Eva Knardahl, Andrei Gavrilov, Håkon Austbø,  Einar Steen-Nøkleberg, Irina Mejoueva, Gerhard Oppitz, Stephen Hough, y Javier Perianes. También existen un par de grabaciones y rollos de piano interpretados por el propio Grieg, y que han sido publicados por la casa discográfica noruega Simax.
Cuatro de las seis piezas del Libro V, Op. 54, fueron orquestadas bajo el título de Suite Lírica. Grieg y Anton Seidl realizaron la orquestación. Grieg también orquestó dos de las piezas del Libro IX, Op. 68.

## Listado completo
Aunque fue publicado en varios volúmenes, algunos editores, como Edición Peters, han numerado las piezas como un todo, numerando las 66 piezas por orden, en lugar de numerar cada uno de los volúmenes de forma individual. La lista de piezas movimiento es la siguiente: 
Libro I, Op. 12 (compuesto 1866-7?; publicado 1867):
- N.º 1, Arietta
- N.º 2, Vals (Vals)
- N.º 3, Vektersang (Canción de los vigilantes, homenaje a Macbeth)
- N.º 4, Alfedans (Danza de los Elfos)
- N.º 5, Folkevise (melodía popular)
- N.º 6, Norsk (melodía noruega)
- N.º 7, Albumblad (Hoja de álbum)
- N.º 8, Fedrelandssang (canción nacional)

Libro II, Op. 38 (compuesto en 1883, excepto donde se indique; publicado en 1883):
- N.º 1, Vuggevise (Canción de cuna)
- N.º 2, Folkevise (Canción popular)
- N.º 3, Melodi (Melodía)
- N.º 4, Halling (Danza)
- N.º 5, Springdans (Baile de primavera)[1]
- N.º 6, Elegi (Elegía)
- N.º 7, Vals (Vals, originalmente compuesto 1866; revisado 1883)
- N.º 8, Kanon (Canon, compuesto hacia 1877-8?; revisado 1883)

Libro III, Op. 43 (compuesto probablemente en 1886; publicado en 1886; dedicado a Isidor Seiss):
- N.º 1, Sommerfugl (La mariposa)
- N.º 2, Ensom vandrer (El viajero solitario)
- N.º 3, I hjemmet (En mi patria)
- N.º 4, Liten fugl (El pajarito)
- N.º 5, Erotikk (Erotikon)
- N.º 6, Til våren (A la primavera)

El libro IV, Op. 47 (compuesto en 1886-8 excepto donde se indique; publicado en 1888):
- N.º 1, Valse-Impromptu
- N.º 2, Albumblad (Hoja de álbum)
- N.º 3, Melodi (Melodía)
- N.º 4, Halling (Danza popular noruega)
- N.º 5, Melankoli (Melancolía)
- N.º 6, Springdans (Baile de primavera,[1] compuesto en 1872?; revisado 1888)
- N.º 7, Elegi (Elegía)

Libro V, Op. 54 (compuesto 1889-91; publicado 1891; Núms. 1-4 más tarde orquestados como Suite Lírica):
- N.º 1, Gjetergutt (Pastorcillo)
- N.º 2, Gangar (Marcha noruega)
- N.º 3, Trolltog (Marcha de los troles)
- N.º 4, Notturno (Nocturno)
- N.º 5, Scherzo
- N.º 6, Klokkeklang (Tañidos de campanas)

Libro VI, Op. 57 (compuesto en 1890?-3; publicado 1893):
- N.º 1, Svundne dager (Días olvidados)
- N.º 2, Gade
- N.º 3, Illusjon (La ilusión)
- N.º 4, Hemmelighet (Secreto)
- N.º 5, Hun danser (Ella baila)
- N.º 6, Heimweh (Nostalgia)

Libro VII, Op. 62 (compuesto en 1893?-5; publicado 1895):
- N.º 1, Sylfide (Sílfide)
- N.º 2, Takk (Gratitud)
- N.º 3, Fransk serenade (Serenata francesa)
- N.º 4, Bekken (Arroyo)
- N.º 5, Drømmesyn (Fantasma)
- N.º 6, Hjemad (Regreso a casa)

El libro VIII, Op. 65 (compuesto de 1896, publicado 1897):
- N.º 1, Fra ungdomsdagene (Desde los primeros años)
- N.º 2, Bondens sang (Canción campesina)
- N.º 3, Tungsinn (Melancolía)
- N.º 4, Salong (Salón)
- N.º 5, I balladetone (Balada)
- N.º 6, Bryllupsdag på Troldhaugen (Día de boda en Troldhaugen)

Libro IX, Op. 68 (compuesto en 1898-9; publicado en 1899; Núms. 4 y 5 fueron orquestados en 1899):
- N.º 1, Matrosenes oppsang (Canción de los marineros)
- N.º 2, Bestemors menuet (Minueto de la abuela)
- N.º 3, For dine føtter (A tus pies)
- N.º 4, Aften på højfjellet (Atardecer en las montañas)
- N.º 5, Bådnlåt (En la cuna)
- N.º 6, Valse mélancolique (Vals melancólico)

Libro X, Op. 71 (compuesto y publicado en 1901):
- N.º 1, Det engang var (Érase una vez)
- N.º 2, Sommeraften (Tarde de verano)
- N.º 3, Småtroll (Pequeños)
- N.º 4, Skogstillhet (La paz del bosque)
- N.º 5, Halling
- N.º 6, Forbi (Perdida)
- N.º 7, Efterklang (Recuerdos)